# کیلگر (نبراسکا)
کیلگر(به انگلیسی: Kilgore) شهری در ایالت نبراسکا کشور ایالات متحده آمریکا است که جمعیت آن در سرشماری سال ۲۰۱۰ میلادی، ۷۷ نفر بوده‌است.